# JoJo (álbum)
JoJo es el álbum debut auto-titulado por la cantante y actriz estadounidense JoJo, lanzado en los Estados Unidos el 22 de junio de 2004 por Da Family Entertainment y Blackground Records. Durante la grabación del álbum, JoJo trabajó con muchos productores, como Brian Alexander Morgan, Soulshock & Karlin, Simmons Dexter, City Mike, Muhammad Balewa, Black Tre, Bink!, GP, Underdogs, Co-Stars, Burrell Reggie, Ronald Burrell y Young Freak.
El álbum fue precedido por el lanzamiento del primer sencillo de JoJo, «Leave (Get Out)», que alcanzó en todo el mundo un éxito crítico y comercial. En los Estados Unidos, el sencillo alcanzó su punto máximo dentro del top 20 de la Billboard Hot 100, y también encabezó la lista Pop 100, convirtiéndola en la artista más joven en la historia en lograrlo. En el Reino Unido, el sencillo también tuvo un buen desempeño, alcanzando el número dos. Su segundo sencillo «Baby It's You» tuvo la colaboración del rapero Bow Wow y se convirtió en el segundo sencillo más exitoso de JoJo en el país. En el Reino Unido, la canción se convirtió en su segundo Top 10, alcanzando el número ocho. El sencillo también alcanzó el top 10 de Nueva Zelanda, alcanzando el número diez.
El último y tercer sencillo, «Not That Kinda Girl» fue publicado de manera internacional. Sin embargo, logró ser un éxito en las emisoras radiales de Estados Unidos. Debido a la falta de una copia física, el sencillo no ingresó a lo más vendido en USA. El sencillo se las arregló para ingresar a las listas en Australia y Alemania, sin embargo, el rendimiento gráfico de la canción fue un fracaso total.

## Antecedentes
Cuando era niña, JoJo escuchó que su madre practicaba himnos. Ella comenzó a cantar cuando tenía dos años y tres meses de edad mediante la imitación, practicaba el R&B, jazz y melodías del Soul. En A&E show Child Stars III: Teen Rockers, su madre afirmó que JoJo tenía un coeficiente intelectual de genio. Cuando era niña, JoJo disfrutaba de asistir a los nativos americanos y festivales a nivel local, actuando en los teatros profesionales.
A los 6 años de edad, JoJo se le ofreció un contrato discográfico, pero su madre lo rechazó porque creía que JoJo era demasiado joven para una carrera musical. Después de aparecer en programas de entrevistas, el productor Vincent Herbert se contactó con ella y le dijo que hiciera una audición para el sello Blackground. Durante su audición para Barry Hankerson, Hankerson le dijo que el espíritu de su sobrina, la cantante Aaliyah, le había llegado a él. Luego firmó con el sello, y comenzò a realizar sesiones de grabación con productores famosos como The Underdogs, Soulshock y Karlin.
A los 7 años, JoJo apareció en el programa de televisión Kids Say the Darnedest Things: On the Road in Boston con el comediante y actor estadounidense Bill Cosby donde interpretó una canción de la cantante Cher, después de una audición en el programa de televisión Destination Stardom, JoJo cantó los éxitos de Aretha Franklin; "Respect" y "Chain of Fools". Poco después, The Oprah Winfrey Show se contactó con ella, invitándola a participar de su show.
En 2003, cuando tenía 12 Años, JoJo firmó con Da Family y Blackground Records, dónde comenzó a trabajar con algunos productores para su álbum debut.

## Sencillos

### Leave (Get Out)
Artículo Principal: Leave (Get Out)
El primer sencillo del álbum fue «Leave (Get Out)» y publicado el 24 de febrero de 2004 en el formato físico y de airplay de radio. La canción se convirtió en un éxito instantáneo, alcanzando el top 10 en once países. En los Estados Unidos, el sencillo alcanzó el Top 20 de la Billboard Hot 100, en el número 12. Debido a la gran cantidad de Airplay en todo el país, el sencillo encabezó la lista Pop 100. Fue un éxito aún mayor a nivel internacional. En el Reino Unido, alcanzó el puesto número dos en la UK Singles Chart. Llegó a la misma altura en la European Hot 100 Singles, así como en Australia y Nueva Zelanda. En Irlanda, andubo muy bien, alcanzando el número tres. En Bélgica, ingresó en el Ultratop 50, también tuvo gran éxito, en saltar a una posición máxima al número cuatro. El sencillo también alcanzó el puesto número 4 en el 40 holandés. En Alemania, alcanzó el Top 10, alcanzando el número 9 en la lista de sencillos oficiales.
El video musical, fue dirigido por Erik White, que se lleva a cabo en una escuela secundaria. JoJo es vista con los amigos y bailando con chicas porristas. Gracias al video, JoJo obtuvo una nominación en los MTV Video Music Awards como Mejor artista nuevo en el 2004, lo que hizo a JoJo convertirse en la persona más joven en estar nominada.

### Baby It´s You
Artículo Principal: Baby It's You (canción de JoJo)
«Baby It´s You» fue lanzado como segundo sencillo del álbum el 6 de septiembre de 2004. La versión del álbum de la canción es interpretada por JoJo, sin embargo, la versión lanzada como sencillo físico trae la colaboración del rapero Bow Wow. A pesar de que no coincida con el éxito de su primer sencillo, la canción fue un éxito en muchos países. En los Estados Unidos, se convirtió en su segundo top 40 en la Billboard Hot 100, llegando al número 22. La única posición más alta fue en el número tres en la lista de sencillos de Nueva Zelanda, convirtiéndose en su segundo sencillo con una posición tan alta en aquel país. En el Reino Unido, también se convirtió en su segundo top diez, alcanzando el número ocho. El sencillo también tuvo éxito en las listas similares en países como Australia, Austria, Bélgica y Dinamarca.

### Not That Kinda Girl
Artículo Principal: Not That Kinda Girl (canción de JoJo)
«Not That Kinda Girl» fue lanzado como tercer sencillo y último del álbum el 15 de febrero del 2005. El sencillo recibió una versión limitada, sólo empezó a sonar un mínimo en los Estados Unidos. Debido a la falta de un CD físico en muchos países, el sencillo fue un fracaso comercial. Sin embargo, logró ingresar a las listas de Australia, alcanzando el número 52 y en el número 85 en Alemania.
El Video musical fue dirigido por el equipo de Eric Williams y Randy Marshall, conocido como Fat Cats, y fue grabado en Los Ángeles. Tuvo su estreno en MTV s Total Request Live el 24 de marzo de 2005. Pasó cuatro días en la cuenta regresiva y no subió más alto que el número ocho.

## Promoción
JoJo promovió el álbum principalmente a través de actuaciones en directo. Durante 2004 y 2005 realizó muchas apariciones televisivas, así como amplias giras con otros artistas. JoJo presentó el primer sencillo en los Kids Choice Awards de 2004. También se presentó en el Sessions @AOL, en el show de On Air With Ryan Seacrest, Yahoo! Music y Top of the Pops.
Antes del lanzamiento del álbum, JoJo se embarcó en su primera gira, the Cingular Buddy Bash con Fefe Dobson, Young Gunz y Zebrahead. El recorrido fue en0 nueve centros, a partir de Atlanta en el Northlake Mall y termina en South Shore. En 2004 participó en beneficio de las víctimas del Tsunami en Asia y el 2005 en el huracán Katrina. Ese año, se le pidió por la primera dama Laura Bush que llevara a cabo la Navidad de 2004 en Washington, un especial transmitido por TNT y auspiciado por Dr. Phil y su esposa Robin McGraw. JoJo organizó y realizó un concierto de Esperanza Rocks en 2005 a beneficio de la ciudad de la esperanza del centro de cáncer y fue la co-anfitrióna del 2006 "TV Guide Channel".

## Listado de canciones
- Edición estándar

| JoJo | |                             |          |  |
| N.º  | Título | Productor(es)               | Duración |  |
| 1.   | «Breezy» (Kwamé Holland, Balewa Muhammad, Sylvester Jordan, Jr., Thom Bell, Roland Chambers, Kenny Gamble) | Kwamé "K1 Mill"             | 03:15    |  |
| 2.   | «Baby It's You» (Harvey Mason, Jr., Damon Thomas, Eric Dawkins, Antonio Dixon)                             | The Underdogs               | 03:11    |  |
| 3.   | «Not That Kinda Girl» (Neely Dinkins, B. Cola Pietro, Muhammad, Jordan)                                    | The Co-Stars, Muhammad      | 03:27    |  |
| 4.   | «The Happy Song» (Micki City)                                                                              | City                        | 03:59    |  |
| 5.   | «Homeboy» (Roosevelt Harrell III, Muhammad, Jordan, Vincent Herbert, Ritchie Adams, Mark Barkan)           | Blink!                      | 03:35    |  |
| 6.   | «City Lights» (Reggie Burrell, Ronald Burrell, Herbert, Stephen Garrett)                                   | Burrell, Burrell, Herbert   | 04:54    |  |
| 7.   | «Leave (Get Out)» (Soulshock, Kenneth Karlin, Alex Cantrell, Phillip "Silky" White)                        | Soulshock & Karlin          | 04:02    |  |
| 8.   | «Use My Shoulder» (Burrell, Burrell, Garrett, David Conley, Bernard Jackson, David Townsend)               | Burrell, Burrell, Herbert   | 03:43    |  |
| 9.   | «Never Say Goodbye» (Mason, Thomas, Dawkins, Dixon)                                                        | The Underdogs               | 03:51    |  |
| 10.  | «Weak» (Brian Alexander Morgan)                                                                            | Morgan                      | 04:50    |  |
| 11.  | «Keep on Keepin' On» (Joanna Levesque)                                                                     | G.P., Young Freak, Levesque | 03:15    |  |
| 12.  | «Sunshine» (Herbert, Levesque, Tremain Saunders)                                                           | Herbert, Tre Black          | 03:07    |  |
| 13.  | «Yes or No» (Herbert, Levesque, Saunders, Burrell, Burrell)                                                | Herbert, Tre Black          | 03:14    |  |
| 14.  | «Fairy Tales» (Herbert, Saunders, Nastacia Kendall)                                                        | Herbert, Tre Black          | 03:45    |  |

| JoJo (Edición Limitada) |                                                   |                 |          |  |
| N.º                     | Título                                            | Productor(es)   | Duración |  |
| 1.                      | «Leave (Get Out)» (Video)                         |                 |          |  |
| 2.                      | «Baby It's You» (Video) (Con Bow Wow)             |                 |          |  |
| 3.                      | «Not That Kinda Girl» (Video)                     |                 |          |  |
| 4.                      | «Baby It's You» (Radio Edit) (con Bow Wow)        | The Underdogs   | 03:35    |  |
| 5.                      | «Secret Love» (Soundtrack de El espantatiburones) | Gosselin, White | 03:58    |  |

Notas
- «Breezy» contiene elementos de la canción «Something for Nothing» del grupo MFSB.
- «Homeboy» contiene elementos de la canción «Chasing Me into Somebody Else's Arms» de Scherrie Payne.
- «Use My Shoulder» contiene elementos de la canción «Happy» de Surface.

## Posicionamiento en las listas
El álbum debutó y alcanzó el puesto número cuatro en los EE. UU. por la lista Billboard 200 vendiendo 95.000 copias en su primera semana. Fue certificado disco de platino por la Recording Industry Association of America el 15 de noviembre de 2004, que denota las ventas estadounidenses de más de un millón de copias. El álbum también ha demostrado ser un éxito en otros lugares. En el Reino Unido, ha sido certificado oro. Recibió la misma certificación en Alemania, mientras que en Canadá, fue certificado disco de platino.

## Rankings

### Semanales
| País           | Medio u organización publicadora | Ranking                | Posición | Ref.   |  |
| -------------- | -------------------------------- | ---------------------- | -------- | ------ |  |
| América        |                                  |                        |          |        |  |
| Canadá         | Billboard                        | Canadian Albums        | 23       | [ 25 ] |  |
| Estados Unidos | Billboard                        | Billboard 200          | 4        | [ 26 ] |  |
| Estados Unidos | Billboard                        | Top R&B/Hip-Hop Albums | 10       | [ 27 ] |  |
| Asia           |                                  |                        |          |        |  |
| Japón          | Oricon                           | Top 100 álbumes        | 30       | [ 28 ] |  |
| Europa         |                                  |                        |          |        |  |
| Alemania       | BVMI                             | Top 100 álbumes        | 54       | [ 29 ] |  |
| Francia        | SNEP                             | Top 200 álbumes        | 62       | [ 30 ] |  |
| Irlanda        | IRMA                             | Top 75 álbumes         | 70       | [ 31 ] |  |
| Italia         | FIMI                             | Top 100 álbumes        | 44       | [ 32 ] |  |
| Portugal       | AFP                              | Top 30 álbumes         | 30       | [ 33 ] |  |
| Reino Unido    | OCC                              | Top 100 álbumes        | 22       | [ 34 ] |  |
| Suiza          | Swiss Music Charts               | Top 100 álbumes        | 30       | [ 35 ] |  |
| Oceanía        |                                  |                        |          |        |  |
| Australia      | ARIA                             | Top 50 álbumes         | 86       | [ 36 ] |  |
| Nueva Zelanda  | RIANZ                            | Top 40 álbumes         | 36       | [ 37 ] |  |

### Anuales
| País           | Medio u organización publicadora | Ranking       | Posición | Ref.   |
| -------------- | -------------------------------- | ------------- | -------- | ------ |
| América        |                                  |               |          |        |
| Estados Unidos | Billboard                        | Billboard 200 | 84       | [ 38 ] |

## Certificaciones
| País              | Organismo certificador | Certificación    | Ventas certificadas | Simbolización | Ref.   |
| ----------------- | ---------------------- | ---------------- | ------------------- | ------------- | ------ |
| América del Norte |                        |                  |                     |               |        |
| Canadá            | CRIA                   | Disco de platino | 100 000             |               | [ 39 ] |
| Estados Unidos    | RIAA                   | Disco de platino | 1 000 000           |               | [ 40 ] |
| Europa            |                        |                  |                     |               |        |
| Alemania          | BVMI                   | Disco de oro     | 50 000              |               | [ 41 ] |
| Reino Unido       | BPI                    | Disco de oro     | 100 000             |               | [ 42 ] |

## Historial de publicaciones
| País o estado              | Fecha                   | Sello                                        | Edición(es) | Ref.   |
| -------------------------- | ----------------------- | -------------------------------------------- | ----------- | ------ |
| Historial de publicaciones |                         |                                              |             |        |
| Estados Unidos             | 22 de junio de 2004     | Da Family Entertainment, Blackground Records | Estándar    | [ 43 ] |
| Canadá                     | 29 de junio de 2004     | Universal Music                              | Estándar    | [ 44 ] |
| Alemania                   | 19 de julio de 2004     | Black Ocean Records                          | Estándar    | [ 45 ] |
| Reino Unido                | 6 de septiembre de 2004 | Mercury Records                              | Estándar    | [ 46 ] |
| Australia                  | 4 de octubre de 2004    | Universal Music                              | Estándar    | [ 47 ] |
| Japón                      | 21 de octubre de 2004   | Universal Music                              | Estándar    | [ 48 ] |